# 日向地区斎場東郷霊苑
日向地区斎場東郷霊苑（ひゅうがちくさいじょうとうごうれいえん）は、宮崎県日向市東郷町山陰619番地にある日向市営の斎場・火葬場。

## 概要
- 所在地は、宮崎県日向市東郷町山陰619番地である。

## 施設
- 初代火葬場は、1978年（昭和53年）に建設された。
- 現在の施設は、2005年（平成17年）に施設の老朽化に伴い、解体され、再建設された。

### 設計事務所
- 株式会社日本環境工学設計事務所

### 施設内・外
- 敷地面積：約15,600㎡
- 建築面積：約1,600㎡
- 人体炉：5基
- 汚物炉：1基
- 告別室：1室
- 収骨室：2室
- 待合室：3室